# Gau Pustertal
Der Gau Pustertal (Pustrissa pagus) wurde nach der Unterwerfung des Herzogtums Bayern durch das Frankenreich unter Karl dem Großen nach 788 eingerichtet. Er erstreckte sich von der Mühlbacher Klause nördlich von Brixen ostwärts bis zum Kristeinerbach, heute Gemeindegrenze zwischen Anras und Assling im Pustertal, mit Einschluss der Nebentäler. Thinggemeinden mit Gerichtsstätten gab es in St. Lorenzen, St. Georgen, Toblach und Sillian, Reichspfarren in St. Lorenzen, St. Georgen, Kiens, Olang, Taufers, Niederdorf, Toblach und Sillian. Das Benediktinerkloster in Innichen blieb im Besitz des Bischofs von Freising.
Westlich des Gaus Pustertal lag der Gau Norital, östlich des Kristeinerbaches der Lurngau, der bis vor Villach reichte. Der genannte Bach wurde in einer Urkunde als Grenze der Slawen bezeichnet: «ad terminos Sclauorum, id est ad rivolum montis Anarasi.»

## Gaugrafen
- Katto, Gaugraf im Pustertal, wurde im Jahre 861 eingesetzt.
- Ottwin († 1019)
- Gerloch
- Hartwig I. († 1039)
- Engelbert IV., Bruder Hartwigs aus dem Hause der Sieghardinger († 1040)
- Siegfried I. († 1065), Engelberts Schwiegersohn
- Engelbert I. († 1096), Siegfrieds I. Sohn, 1091 infolge des Investiturstreites enthoben
- Die Bischöfe von Brixen wurden 1091 von Kaiser Heinrich IV. mit der Grafschaft betraut.